# Temple mormon d'Orlando
Le temple mormon d’Orlando est un temple de l’Église de Jésus-Christ des saints des derniers jours situé à Orlando, dans l’État de Floride. Il a été inauguré le 9 octobre 1994.